# Связь в Вануату
Связь в Вануату представляет собой различные технические и информационные способы связи на архипелаге и за его пределами.

## Телефон
Код страны : 678
Мобильная связь:
- Количество мобильных соединений: 137 000 (2012)
- Операторы:
  - Telecom Vanuatu Limited (TVL) — (GSM) (EDGE)
  - Digicel — (GSM) (HSPA + / 3G) (EDGE)
- Фиксированная телефонная система:
  - Количество соединений с фиксированной линией: 5800 (2012)
- Операторы:
  - Telecom Vanuatu Limited (TVL)

## Радио
Радио вещательные станции: AM 2, FM 4, коротковолновые 1 (2004)
Радиостанций всего: 62 000 (на 1997 год)

## Телевидение
Телевизионные радиостанции: 1 на (1997 год)
Телевидение Платные ТВ (местные) провайдеры: 3 (2011)
- Telsat Pacific (наземный распределённый контент на английском языке)
- CanalSat (спутниковое распространение, французский контент)
- Servicom (спутниковое распространение, содержание на английском языке)

Телевизоры: 2000 (на 1997 год)

## Интернет
Код страны (домен верхнего уровня): .vu
В настоящее время управляет Telecom Vanuatu Limited как «VUNIC».
Интернет-провайдеры (ISP):
Digicel Vanuatu Limited — предоставляет WIMAX (1 Мбит / с — 20 Мбит / с), 3G и GPRS мобильные интернет-услуги. Офлайн-связь обеспечивается через подводный волоконно-оптический кабель. Минимальная скорость, предлагаемая для фиксированного интернета, составляет 1 Мбит / с на конкурирующих пакетах, предназначенных для использования в жилых помещениях, а цены начинаются от 3000 Вату в месяц.
Бизнес-пакеты предлагаются со скоростью от 1 Мбит / с до 20 Мбит / с и могут быть адаптированы к индивидуальным требованиям. Деловые интернет-пакеты могут быть либо спорными, либо выделенными в зависимости от требований. Также предлагаются услуги WAN, IPLC и других бизнес-данных. Digicel имеет самый широкий охват любого оператора в Вануату и является единственным оператором, способным предоставлять фиксированные интернет-услуги во многих внешних островных местах.
Telecom Vanuatu Limited (TVL) — обеспечивает WIMAX (256kb — 1Mb), ADSL (128kb — 1Mb), беспроводную связь (ограниченную до города Порт-Вила) и различные услуги фиксированной и выделенной линии. VSAT доступен для сельского Вануату. Доступны варианты предоплаты и постоплаты. TVL не имеет данных, но блокирует клиентов в 12-месячный контракт.
Telsat Broadband Limited — обеспечивает беспроводное покрытие Carrier-класса до столицы и окружает через собственную независимую сеть. Telsat также поставляет и обслуживает системы VSAT для других удалённых частей Вануату. Предлагаемая минимальная скорость составляет 256 кбит / с до 2 Мбит / с, но может адаптировать планы в соответствии с индивидуальными бизнес-требованиями. Доступны опции предварительной оплаты и подписки. Telsat Broadband имеет ограничения по данным на всех стандартных учётных записях, но не имеет блокировочных контрактов.
Компания Wantok Network Limited начала свою первую сеть LTE в Вануату в 2014 году. Она предоставляет беспроводной интернет 4G в Порт-Виле и прилегающих районах. Минимальная предлагаемая скорость составляет 1 Мбит / с с планами начиная с Vt2,300 в месяц без контрактов на блокировку .
Interchange Limited, построила Кабельную сеть обмена, которая соединяет Порт-Вилу на Вануату и Суве на Фиджи через волоконно-оптический кабель. Ёмкость кабеля более чем в 200 раз превосходит предыдущую ёмкость Vanuatu, с возможностью обновления пропускной способности в будущем, если требуется больше полосы пропускания. Обмен планирует построить ещё два кабеля, один из них соединит Порт-Вила с Соломоновыми островами. Другой свяжет Вануату с Новой Каледонией.